# Guisardinus
Guisardinus is een geslacht van wantsen uit de familie van de Miridae (Blindwantsen). Het geslacht werd voor het eerst wetenschappelijk beschreven door Carvalho in Carvalho & Gross in 1979.

## Soorten
Het genus bevat de volgende soorten:

- Guisardinus bui L.Y. Zheng, 2004
- Guisardinus lineatus (Carvalho in Carvalho & Gross, 1979)
- Guisardinus neoguineanus Carvalho & Gross, 1979
- Guisardinus solomonicus Carvalho & Gross